# Mouxy
Mouxy település Franciaországban, Savoie megyében. Lakosainak száma 2291 fő (2022. január 1.). Mouxy Pugny-Chatenod, Aix-les-Bains, Les Déserts és Drumettaz-Clarafond községekkel határos.

## Népesség
A település népességének változása:
| Lakosok száma | 2239 | 2248 | 2291 | 2234 | 2226 | 2241 | 2248 | 2270 | 2291 |
|               | 2013 | 2015 | 2016 | 2017 | 2018 | 2019 | 2020 | 2021 | 2022 |